# ۱۵ (عدد)
۱۵ (پانزده) عددی طبیعی است که بعد از ۱۴ و قبل از ۱۶ می‌آید

## زبان شناسی
این واژه در زبان پارسی از ترکیب "پنج + از + ده " تشکیل شده که طی تغییرات زبانی، تبدیل به "پانزده" شده‌است. مانند ترکیب "دو + از + ده" = دوازده

## در علم
- عدد اتمی فسفر.